# Mahbouba Seraj
Pour les articles homonymes, voir Seraj.
Mahbouba Seraj (en pachto/persan محبوبه سراج), née à Kaboul en 1948, est une journaliste afghane et militante des droits des femmes.

## Biographie
Née en 1948 à Kaboul, Mahbouba Seraj est issue de la lignée royale : elle est la nièce du roi Amanullah Khan. Elle étudie au lycée Malalai et poursuit des études supérieures à l'université de Kaboul.
En 1978, Mahbouba Seraj et son mari sont emprisonnés par le Parti communiste d'Afghanistan et plus tard déclarés persona non grata la même année. Elle part alors pour les États-Unis et s'installe d'abord à New York . Elle vit en exil pendant environ 26 ans, avant de retourner en Afghanistan en 2003,,. À son retour, elle participe à la fondation d'un certain nombre d'organisations pour lutter contre la corruption, et en faveur des droits des femmes et des enfants. Plus particulièrement comme membre du Réseau des femmes afghanes, elle se consacre à la défense de la santé des enfants, à la lutte contre la corruption et à l'autonomisation des victimes de violence domestique. Elle est la créatrice et l'animatrice d'une émission de radio pour les femmes, intitulée « L'Afghanistan que nous aimons, par Mahbouba Seraj », qui est diffusée dans tout l'Afghanistan. Elle milite également pour que les femmes fassent partie du discours politique, à travers un plan d'action national, encouragé par la résolution 1325 des Nations unies.
Lorsque les Talibans reviennent au pouvoir en août 2021, Mahbouba Seraj refuse de fuir son pays et décide de rester à Kaboul pour continuer à travailler avec les femmes et les enfants,. En septembre 2021, elle fait partie du Time 100, la liste annuelle du Time des 100 personnes les plus influentes au monde,.

## Distinctions
- Doctorat honoris causa de l'université de Liège (2025)[11].